# Pterolophia spinicornis
Pterolophia spinicornis là một loài bọ cánh cứng trong họ Cerambycidae.